# Harald Grønningen
Harald Grønningen (n. 9 octombrie 1934, Lensvik⁠(d), Sør-Trøndelag, Norvegia – d. 26 august 2016, Lensvik⁠(d), Sør-Trøndelag, Norvegia) a fost un schior de fond ce a reprezentat Norvegia, medaliat olimpic. A participat la 3 ediții ale Jocurilor Olimpice (1960, 1964, 1968) în care a câștigat o medalie de argint.